# Vidöåsen
Vidöåsen är en tätort i Hammarö kommun, Värmlands län, belägen strax norr om Skoghall.

## Befolkningsutveckling
| Befolkningsutvecklingen i Vidöåsen 1995–2020 | Befolkningsutvecklingen i Vidöåsen 1995–2020 | Befolkningsutvecklingen i Vidöåsen 1995–2020 | Befolkningsutvecklingen i Vidöåsen 1995–2020 | Befolkningsutvecklingen i Vidöåsen 1995–2020 |
| -------------------------------------------- | -------------------------------------------- | -------------------------------------------- | -------------------------------------------- | -------------------------------------------- |
|                                              |                                              |                                              |                                              |                                              |
| År                                           |                                              |                                              | Folkmängd                                    | Areal (ha)                                   |
| 1995                                         | 1995                                         |                                              | 273                                          | 30                                           |
| 2000                                         | 2000                                         |                                              | 270                                          | 30                                           |
| 2005                                         | 2005                                         |                                              | 274                                          | 30                                           |
| 2010                                         | 2010                                         |                                              | 272                                          | 30                                           |
| 2015                                         | 2015                                         |                                              | 277                                          | 25                                           |
| 2020                                         | 2020                                         |                                              | 290                                          | 26                                           |
| Anm.: Utbruten ur Skoghall 1995              |                                              |                                              |                                              |                                              |